# Pedro Ferrer Cardoso
Pedro César Ferrer Cardoso, également connu sous le nom de Pedrinho, né le 23 septembre 1949, est un ancien joueur brésilien de basket-ball. Il évolue durant sa carrière au poste d'ailier.

## Palmarès
- Finaliste du championnat du monde 1970